# Balthasar-Neumann-Straße 5 (Wiesentheid)

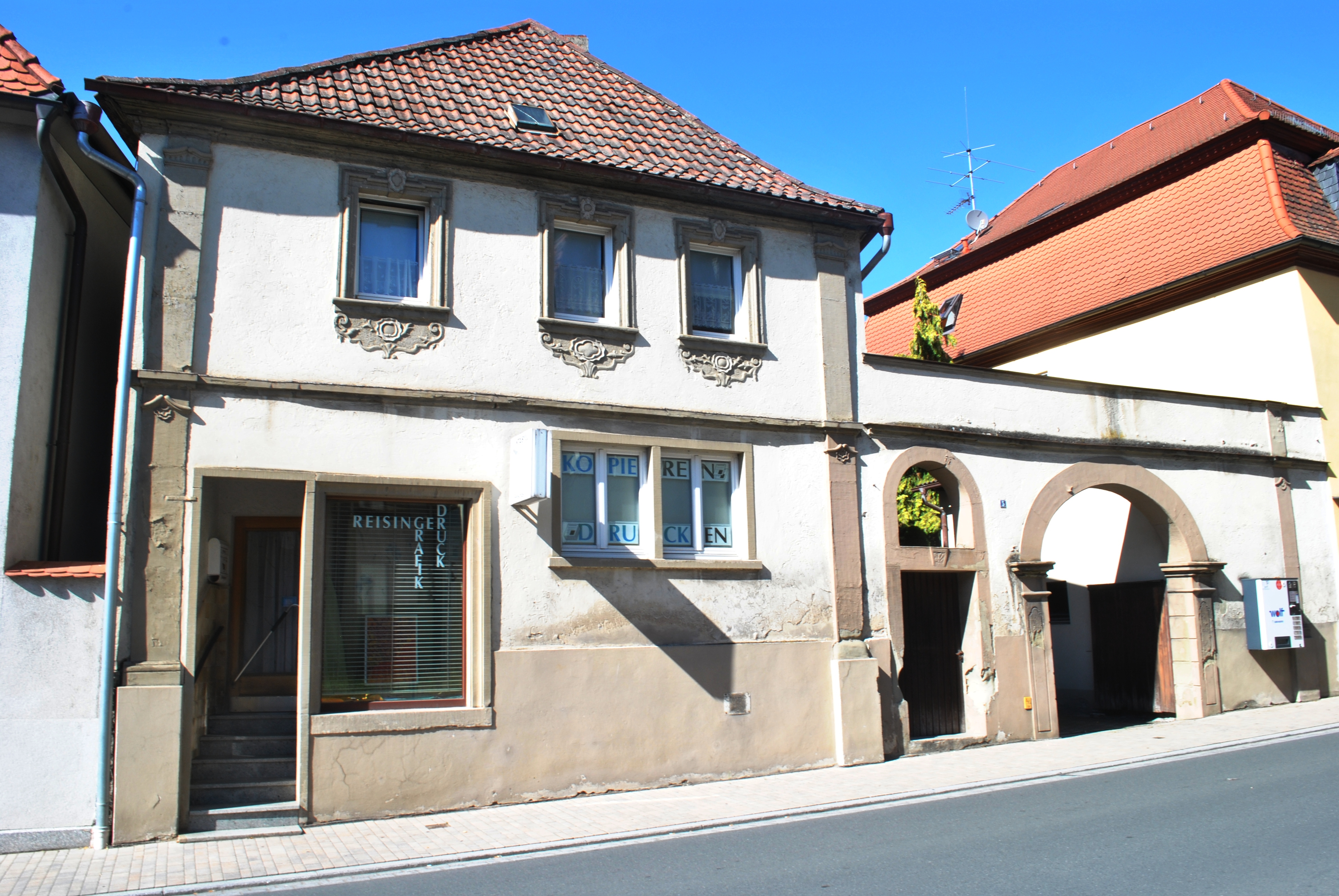
Das Haus Balthasar-Neumann-Straße 5

Das Haus Balthasar-Neumann-Straße 5 (früher Hausnummer 3) ist ein denkmalgeschütztes Gebäude im unterfränkischen Markt Wiesentheid. Es ist Teil des Ensembles Schloss Wiesentheid.

## Geschichte
Das Haus im Zentrum der Balthasar-Neumann-Straße geht auf die späte Barockisierung des Wiesentheider Ortskerns unter den Grafen von Schönborn zurück. Während die Grundherren bereits in den 1710er Jahren damit begannen, herrschaftliche Baulichkeiten im Stil des Barock zu errichten, dauerte es noch einige Jahre bis auch die Einwohner Wiesentheids mit solchen Baumaßnahmen begannen. Grund hierfür war die Vergabe von zinslosen Darlehen, die potentiellen Bauherren die finanziellen Möglichkeiten für Neubauten eröffneten.
Das Haus wurde wohl von Valtin Dürner errichtet. Eine Inschrift am Haus verweist auf das Jahr 1770, als das Gebäude wahrscheinlich fertiggestellt wurde. Erst zu Beginn des 19. Jahrhunderts wurde der noch erhaltene Torbogen angebaut. Damals war das Haus in Besitz des Georg Engert, der gleichzeitig auch das Gasthaus zum Löwen betrieb. Zeitweise war in den Räumlichkeiten im 19. Jahrhundert die Buchbinderei der Familie Krackert untergebracht. Zwischen 1921 und 2006 betrieb die Familie Reisinger, die in die Familie Krackert eingeheiratet hatte, ein Schreibwarengeschäft.

## Beschreibung
Das Haus wird vom Bayerischen Landesamt für Denkmalpflege als Baudenkmal geführt. Es ist zudem Teil des denkmalgeschützten Ensembles Schloss Wiesentheid, das den barocken Ortskern Wiesentheids umfasst. Das Haus präsentiert sich als zweigeschossiger Rokokobau. Es besitzt im Obergeschoss drei Fenster mit Ohrungen, die außerdem weitere Verzierungen aufweisen. Die Fassade wird außerdem von zwei kunstvoll gestalteten Eckpilastern und einem kleinen Gesims verziert. Das Haus schließt mit einem Walmdach ab. Das Erdgeschoss wurde wohl im 20. Jahrhundert erneuert. Neben dem Haus besteht eine zum Grundstück gehörige, rundbogige Toreinfahrt von 1812. Sie entstand wohl, indem man ein Hoftor übermauerte. Die Überreste der alten Anlage sind noch erkennbar.